# Catherine de Valois-Courtenay

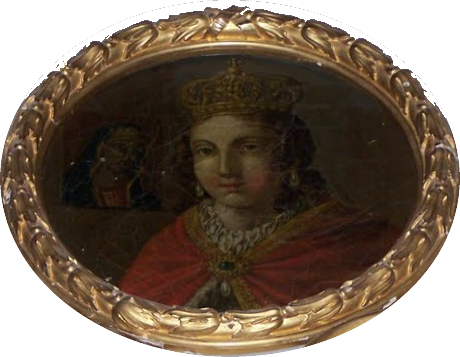
Porträt von Catherine de Valois-Courtenay; Kapelle der Madonna di Montevergine in Mercogliano

Catherine de Valois-Courtenay (* 18. November 1303 in Siena; † 20. September 1346 in Neapel) war Titularkaiserin von Konstantinopel und Regentin des Fürstentums Achaia.

## Leben

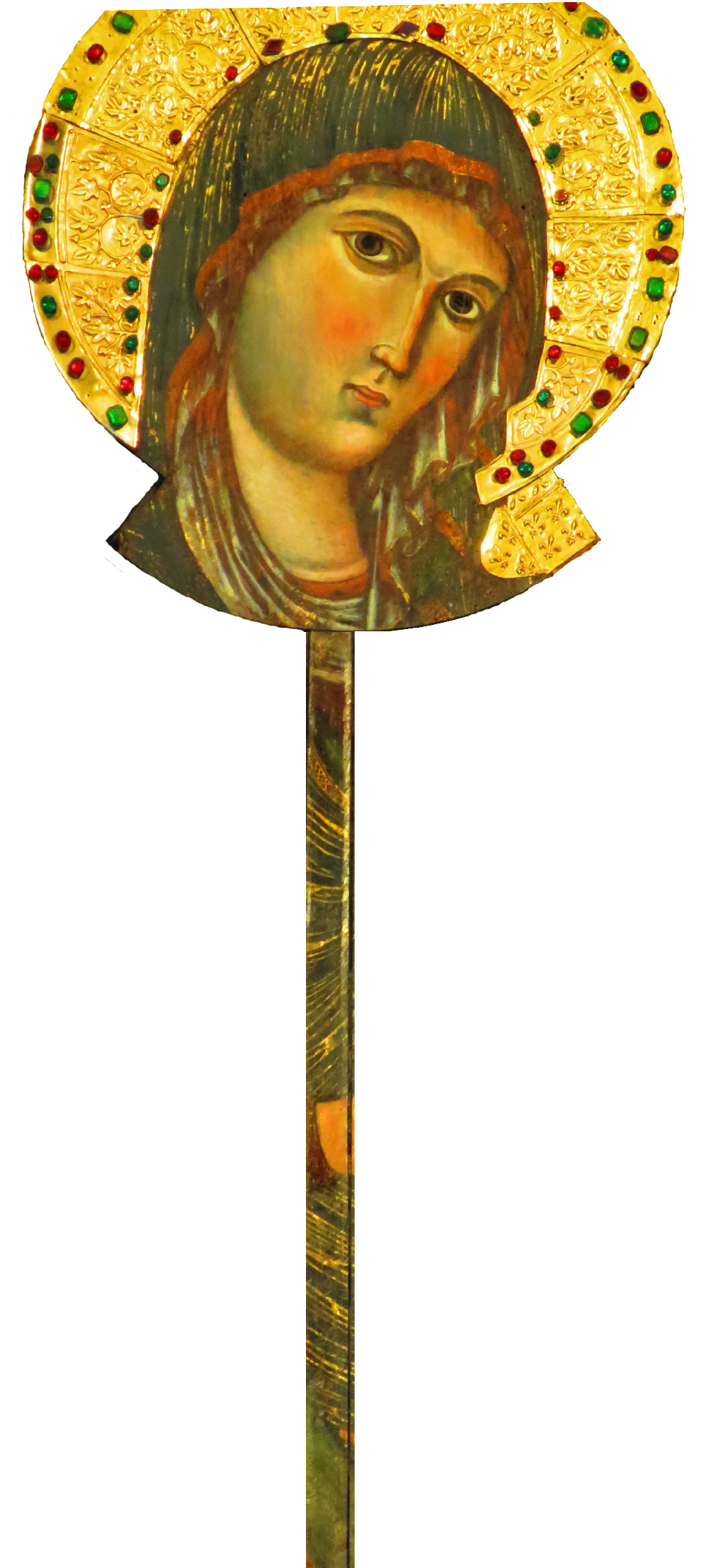
Kopf der Hodegetria, den Balduin 1261 aus Konstantinopel mitgenommen haben soll; Cappella della Madonna di Montevergine in Mercogliano

Die Madonna von Montevergine

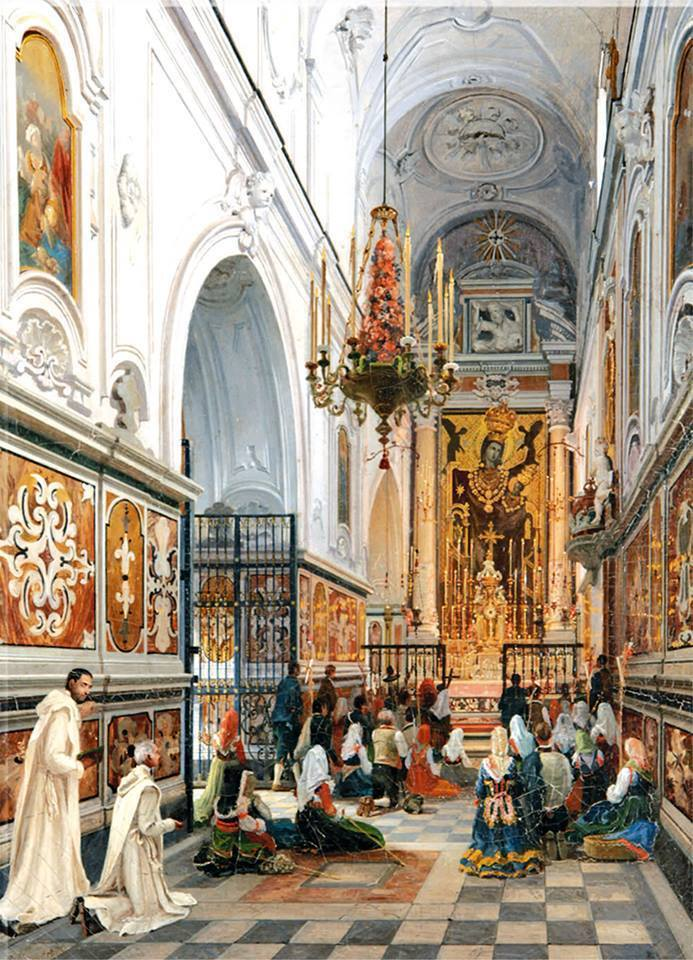
Die Kapelle Madonna di Montevergine im 19. Jahrhundert

Catherine war die Tochter von Karl I. und Catherine de Courtenay, der Titularkaiserin von Konstantinopel.
Bereits 1303 wurde sie mit Hugo V. von Burgund verlobt. Nach dem Tod ihrer Mutter 1307 erbte Catherine den Kaisertitel und den Kopf der großen Hodegetria-Ikone, den ihr Urgroßvater Balduin II. 1261 auf seiner Flucht aus Konstantinopel mitgenommen haben soll. Die Hodegetria zu besitzen, war zu jener Zeit sehr wichtig. Sie bedeutete das wahre Palladium von Konstantinopel und sich ihren Schutz zu sichern und die Hoffnung auf eine Rückkehr in die Stadt, die der Gottesmutter so am Herzen lag.

Catherines Onkel, König Philipp von Frankreich, der Schöne genannt, hielt ihren Verlobten Hugo für ungeeignet, Konstantinopel zurückzuerobern, und betrieb die Auflösung der Verlobung, die von Catherine am 30. September 1312 verkündet wurde. Gleichzeitig wurde ihre Absicht bekannt gegeben, den seit 1309 geschiedenen Fürsten Philipp von Tarent zu ehelichen.
1310 brachte Catherine zusammen mit ihrem Mann Philipp den Kopf der Hodegetria von Neapel nach Montevergine und schenkte sie den Benediktinermönchen des Wallfahrtsortes von Montevergine, was allerdings mit dem Datum ihrer Hochzeit am 29. Juli 1313 in Konflikt gerät. Mit der Fertigstellung des Körpers und einer Umrandung von goldenen Lilien, dem königlichen Wappen der Anjou, beauftragte Philipp den toskanischen Maler Montano d’Arezzo.
Aus einem Dokument der angevinischen Kanzlei vom 28. Juni 1310 geht hervor, dass Philipp I. den Maler Montano d’Arezzo mit Arbeiten in der Familienkapelle im Dom von Neapel und der Maestà von Montevergine beauftragt hatte. In diesem Dokument bezeichnet Philipp den Maler als königlicher „familiare“ (Siehe: Kunstpatronage) und drückt ihm seine Wertschätzung und Dankbarkeit gegenüber dem Künstler aus, weil sie, die Anjou, hauptsächlich der Madonna ergeben seien. Als Gegenleistung für seine Arbeit erhielt Montana Lehnsgüter.

„[…] maxime in pingendo Cappellam nostram in domo nostra Neapolis quam in ecclesia Beate Marie de Monte Virginis ubi specialem devotione habemus […]“

Das Tafelbild hat eine Größe von 4,30 × 2,10 × 0,6 m, wiegt 8 Doppelzentner und besteht aus zwei großen Holztafeln, die durch Querstäbe auf der Rückseite zusammengehalten werden. Das Holzstück, auf dem der Kopf der Hodegetria gemalt ist, ist eiförmig mit einer maximalen Größe von 1 m × 85 cm und einer graduellen Dicke von unten nach oben von 2 bis 5 cm, so dass das Gesicht der Madonna eine leichte Neigung nach vorne hat.
Aus der Hodegetria wurde die Madonna von Montevergine. Sie erhielt ihren Platz im rechten Kirchenschiff der alten Kirche, das auf Wunsch der Anjou in eine Kapelle umgewandelt wurde.
Catherine heiratete am 29. Juli 1313 in Fontainebleau, nachdem der päpstliche Dispens eingegangen war und Catherine auf ihre französischen Besitzungen verzichtet hatte. Im Ehevertrag, den Philipp der Schöne am 30. Juli unterzeichnete, wurde die Wiedererrichtung der lateinischen Herrschaft in Konstantinopel als politisches Ziel der Ehe festgehalten. Für den Fall eines vorzeitigen Todes Philipps von Tarent wurde Catherine als Regentin für ihre minderjährigen Söhne bestimmt; als Mitgift erhielt sie die Grafschaft Acerra.

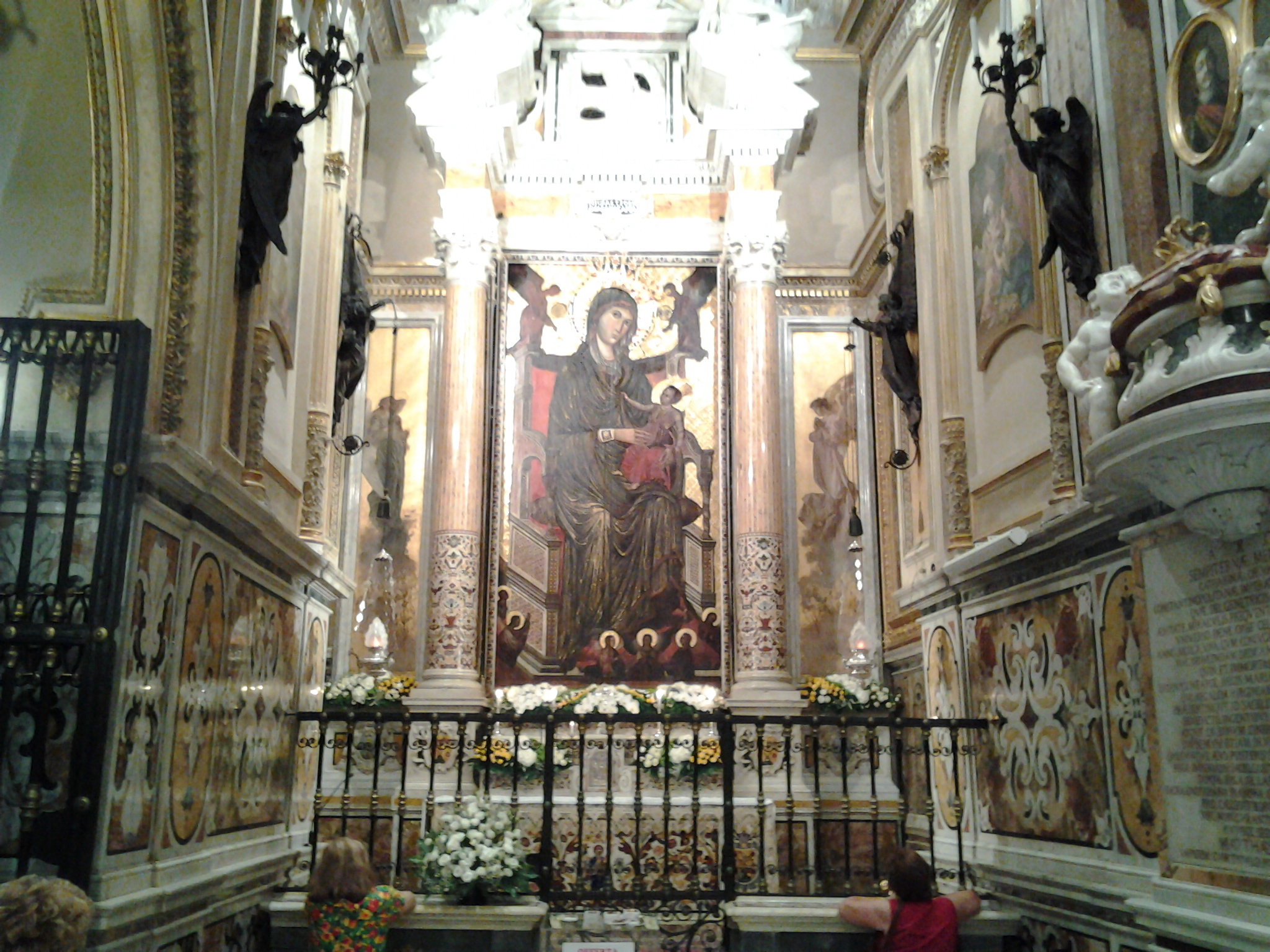
Cappella della Madonna di Montevergine (rechts sichtbar ist das Mausoleum von Catherine de Valois-Courtenay und ihrer Kinder Ludwig und Maria)

Catherine de Valois-Courtenay starb plötzlich am 20. September 1346 in Neapel und wurde in der Chiesa San Domenico zu Grabe getragen, wo 1331 ihr Mann begraben wurde. Auf Wunsch ihres Sohnes Ludwig wurden ihre sterblichen Reste im September 1347 in die Territorialabtei Montevergine überführt, wo diese in der Antiken Basilika von Montevergine in der Kapelle der Madonna di Montevergine beigesetzt wurden. Ludwig förderte fast einen „Kultus“ in Erinnerung an seine Mutter. Als die Kinder Maria (?) und Ludwig (1362) starben, ruhten ihre Körper in getrennten Sarkophagen, die nach der Überlieferung einen großen künstlerischen Wert hatten. Später wurden die Reste in einem Denkmal untergebracht, bis der Abt Matteo Iacuzio 1776 ein Mausoleum errichten, den Sarkophag von Catherine öffnen ließ und die Gebeine zusammenlegte. Unter dem Sarkophag befindet sich ein Epigraf mit der folgenden Inschrift:

„Alla sempiterna memoria
 di Caterina di Valois
 Augustissima Imperatrice di Costantinopoli
 che l’Immagine della Madre di
Dio
 per antichità, per miracoli e per universale venerazione
 celebratissima quasi in tutto l’orbe
 nell’anno MCCCX insieme al marito Filippo d’Angiò
 ebbe cura di qui portare ed esporre al culto
 come anche al nome immortale
 dei suoi figli Ludovico re di Napoli e Maria
 i quali la reale famiglia dei Verginiani
 specialmente questa cappella e questo cenobio
 arricchirono di grandi beneficii
 e con le loro ceneri qui riposte
 anche il supremo amore verso i Verginiani
 ai posteri in ogni tempo lasciarono più che attestato
 i cenobiti canonici di questa regia imperiale cappella
 memori di tanta larghezza verso di loro
 alcuni sacri suffragi giornalieri e di più altri solenni
 tributano in contraccambio pel loro riposo in cielo
 ed a cura dell’Abate generale
 ordinario di questa Sede
 Matteo Iacuzio
 posero questa lapide col titolo l’anno MDCCLXXVI.“

„Zum ewigen Gedenken

an Katharina von Valois

Hochwürdigste Kaiserin von Konstantinopel

auf dass das Bild der Mutter Gottes

durch das Altertum, durch Wunder und durch allgemeine Verehrung

fast in der ganzen Welt gefeiert wird

im Jahr MCCCX zusammen mit ihrem Gemahl Philipp von Anjou

hierher zu bringen und der Verehrung auszusetzen

wie auch den unsterblichen Namen

ihrer Kinder Ludovico, König von Neapel, und Maria

die die königliche Familie der Jungfrauen

vor allem diese Kapelle und dieses Zönobium

mit großen Pfründen bereichert

und mit ihrer Asche hier beigesetzt

auch die höchste Liebe der Jungfrauen

der Nachwelt zu allen Zeiten mehr als bezeugt hinterlassen

die kanonischen Zönobiten dieser königlich-kaiserlichen Kapelle

eingedenk so viel Güte gegen sie

einige tägliche heilige und feierliche Suffragetten

Tribut als Gegenleistung für ihre Ruhe im Himmel

und unter der Obhut des Generalabtes

des Ordinarius dieses Stuhles

Matthäus Iacuzio

diese Gedenktafel mit der Jahreszahl MDCCLXXVI angebracht.“

## Nachfahren
Ihre Kinder waren:

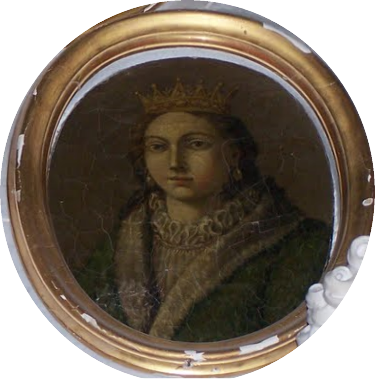
Porträt von Maria; Cappella della Madonna di Montevergine in Mercogliano

- Robert II. (um 1318–1364), Fürst von Tarent und Achaia, sowie Titularkaiser von Konstantinopel
- Ludwig (1320–1362), Fürst von Tarent; ⚭ 1348 mit seiner Cousine Königin Johanna I. von Neapel
- Margarete (um 1325; † 1380); 1. ⚭ 1344 mit Edward Balliol († 1364), Ex-König von Schottland (Haus Balliol); 2. ⚭ 1352 mit François des Baux (Francesco del Balzo; † 1422), Graf von Montescaglioso und Avellino
  - Jacques des Baux (Sohn aus der zweiten Ehe), Fürst von Tarent und Achaia, sowie Titularkaiser von Konstantinopel.
- Maria (1327–?, starb jung)
- Philipp II. (1329–1374), Fürst von Tarent und Achaia